# Polyplax otomydis
Polyplax otomydis – gatunek wszy z rodziny Polyplacidae. Powoduje wszawicę. Pasożytuje na drobnych gryzoniach z rodziny myszowatych takich jak: Otomys tropicalis, Otomys angoniensis, Otomys denti, Otomys unisulcatus, Uszkor bagienny (Otomys irroratus).
Samica wielkości 1,5 mm, samiec dużo mniejszy osiąga wielkość 1,0 mm. Anteny wykazują dymorfizm płciowy. U samców bazowy segment anteny powiększony, zaś trzeci segment znacznie zmodyfikowany w stosunku do trzeciego segmentu u samicy.  Wszy te mają ciało silnie spłaszczone grzbietowo-brzusznie. Samica składa jaja zwane gnidami, które są mocowane specjalnym "cementem" u nasady włosa. Rozwój osobniczy trwa po wykluciu się z jaja około 14 dni. Występuje na terenie Afryki w Kenii, Mozambiku, Zairze, Zambii.